# Aeroportul Rio Turbio
Aeroportul Rio Turbio (IATA: RYO, ICAO: SAWT) este un aeroport din Veintiocho de Noviembre⁠(d), Departamento Güer Aike⁠(d), Provincia Santa Cruz, Argentina ce deservește zona Río Turbio⁠(d).
Situat la o altitudine de 291 m, aeroportul dispune de o singură pistă.